# Tupaja pospolita
Tupaja pospolita, tupaja, wiewiórecznik, wiewiórecznik pospolity (Tupaia glis) – gatunek ssaka z rodziny tupajowatych (Tupaiidae). Od czasu odkrycia tej rodziny tupaje były zaliczane do rzędu afrosorkowców (Afrosoricida) lub rodziny ryjkonosowatych (Macroscelididae). W 1920 roku Le Gros Clark na podstawie badań czaszki, mózgu i ogólnej budowy umieścił tupaje w rzędzie naczelnych (w 1945 tupaje zostały oficjalnie zaliczone do tego rzędu). W 1965 podano w wątpliwość ich dotychczasową klasyfikację ze względu na odmienny tryb życia od naczelnych. Obecnie tupaje tworzą osobny rząd i znajdują się między wysoko rozwiniętymi owadożernymi a prymitywnymi naczelnymi.

## Taksonomia
Gatunek po raz pierwszy zgodnie z zasadami nazewnictwa binominalnego opisał w 1820 roku francuski przyrodnik Pierre-Médard Diard nadając mu nazwę Sorex glis. Miejsce typowe to wyspa Pinang, Malezja. Holotyp nie istnieje.
Tupaia glis zawiera dużą liczbę synonimów, ale w miarę jak przeprowadzano bardziej szczegółowe badania wiele form zostało podniesionych do rangi odrębnych gatunków. Nawet po podniesieniu discolor, hypochrysa i ferruginea do odrębnych gatunków w oparciu o prace morfologiczne, kompleks gatunkowy T. glis może nadal zawierać wiele różnych form, więc jego taksonomia wymaga ponownej oceny.
Autorzy Illustrated Checklist of the Mammals of the World uznają T. glis za gatunek monotypowy.

### Etymologia
- Tupaia: malaj. nazwa tupai dla wiewiórki lub tupai[27].
- glis: łac. glis, gliris „koszatka, popielica, orzesznica”[28].

## Zasięg występowania
Tupaja pospolita występuje na półwyspowej części Tajlandii i Malezji, na kilku wyspach u zachodnich, południowych i wschodnich wybrzeży oraz w archipelagu Lingga (Lingga i Singkep).

## Charakterystyka ogólna
Długość ciała (bez ogona) 135–210 mm, długość ogona 125–180 mm, długość ucha 15–17 mm, długość tylnej stopy 42–49 mm; masa ciała 90–190 g. Mały ssak o zmiennym ubarwieniu i puszystym ogonie. Grzbiet ma ochrowy, czerwonawy, oliwkowy, szarobrązowy do czarnego, sierść na brzuchu białawą, jasno- lub ciemnobrązową, czasami z jaśniejszymi smugami. Tupaja przypomina wiewiórkę z wydłużonym pyszczkiem. Na podgardlu i w okolicach odbytu ma gruczoły, które wydzielają oleistą substancję. Uzębienie ma takie jak owadożerne.

### Długość życia
2–3 lata, w niewoli dłużej.

## Środowisko życia
Tropikalne lasy, plantacje owoców oraz ogrody.

## Tryb życia
Są aktywne w ciągu dnia i silnie terytorialne. Zagęszczenie osobników wynosi 2–12 na hektar (w zależności od dostępu do pożywienia). Areały osobnicze nie nakładają się na siebie, są znakowane moczem i wydzieliną ze specjalnych gruczołów (zapach utrzymuje się kilka dni). Źródłem silnego zapachu piżma jest mocz. Dzięki tym zapachowym śladom zwierzęta rozpoznają granice terytoriów, płeć osobnika oraz gotowość do godów. Osobniki tej samej płci (zarówno samce i samice), są natychmiast atakowane i przepędzane z terytorium. Po rozpoznaniu obcego zapachu, tupaja pospolita natychmiast znakuje to miejsce. Znakowanie dominującego osobnika działa odstraszająco. Eksperymenty przeprowadzone w niewoli pokazały, iż osobnik podległy ginie pod wpływem stresu, jeśli przebywa w tej samej klatce co dominant. Dominacja jednego osobnika nad drugim jest tak wielka, że nawet po umieszczeniu ich w innych klatkach, przy równoczesnym zachowaniu kontaktu wzrokowego między nimi, słabszy ginie po kilku tygodniach (mimo dostarczania odpowiedniej ilości pożywienia). Grupy rodzinne składają się z dorosłej pary i osobników młodocianych (do czasu osiągnięcia przez młode dojrzałości płciowej). Spotkania obojga partnerów są bardzo hałaśliwe. Oblizują sobie nawzajem pyszczki, obficie się przy tym śliniąc (rytuał ten może trwać nawet godzinę). Pary spędzają ze sobą prawie cały dzień, śpiąc ciasno zwinięte wokół siebie. Gniazdo budowane jest w pustych pędach bambusowych lub leżących pniach drzew (młode otrzymują własne gniazdo). Głównym pokarmem tupaj są owady, małe ssaki oraz owoce, liście i nasiona. Podczas jedzenia pokarm trzymają w przednich łapkach.

### Rozród
Samica może wydawać na świat potomstwo przez cały rok. Ciąża u tupaj trwa 40–52 dni. Po tym okresie rodzi się 1–3 (najczęściej 2) nagich, ślepych i głuchych młodych. Masa urodzeniowa wynosi 13 g. Matka odwiedza je co 48 godzin i karmi przez kilka minut. Po 36 dniach młode przenoszą się do gniazda rodziców. Po osiągnięciu dojrzałości płciowej (w wieku 3 miesięcy), młode są przepędzane przez matkę i ojca.

## Wrogowie
Do naturalnych wrogów tupai pospolitej należą węże, ptaki i drapieżne ssaki.

## Zagrożenie i ochrona
W Czerwonej księdze gatunków zagrożonych Międzynarodowej Unii Ochrony Przyrody i Jej Zasobów został zaliczony do kategorii niskiego ryzyka LC (ang. least concern).